# Янович Вадим Миколайович
Вади́м Микола́йович Яно́вич (28 січня 1979 — 8 серпня 2014) — солдат 79-ї окремої аеромобільної бригади Збройних сил України, учасник російсько-української війни.

## Життєпис
Народився 28 січня 1979 року в місті Первомайську Миколаївської області в робітничій родині.
Закінчив Первомайську середню школу № 11 і Голованівський сільськогосподарський технікум за фахом механіка.
У 1997—1998 роках проходив дійсну строкову службу в Збройних силах України у складі 40-ї окремої десантно-штурмової бригади (м. Миколаїв). Після демобілізації працював на будівельних роботах.
27 березня 2014 року мобілізований на військову службу. Обіймав посаду командира відділення зв'язку взводу управління 2‑ї гаубично-артилерійської батареї 79-ї окремої аеромобільної бригади.
Загинув 8 серпня 2014 року в прикордонній зоні біля села Дякове Антрацитівського району Луганської області напередодні виходу підрозділів 79-ї бригади з оточення. Під час обстрілу снаряд розірвався біля машини, внаслідок чого Вадим зазнав осколкового поранення в шию. Разом з Вадимом загинув солдат Євген Бакунов.
Похований 14 серпня 2014-го в місті Первомайську Миколаївської області.

## Нагороди
Указом Президента України № 282/2015 від 23 травня 2015 року, «за особисту мужність і високий професіоналізм, виявлені у захисті державного суверенітету та територіальної цілісності України, вірність військовій присязі», солдат Янович Вадим Миколайович нагороджений орденом «За мужність» III ступеня (посмертно).
Рішенням 79-ї сесії Первомайської міської ради 6-го скликання від 16.09.2005 року присвоєне звання «Почесний громадянин міста Первомайська».

## Вшанування пам'яті
На честь Вадима Яновича на будівлі Первомайської міської гімназії встановлено пам'ятну меморіальну дошку.
Його ім'ям у 2016 році названо одну з вулиць міста Первомайська.